# Église Saint-Germain d'Équevilley
Pour les articles homonymes, voir Église Saint-Germain et Saint-Germain.
L'église Saint-Germain est une église catholique située à Équevilley, en France.

## Description

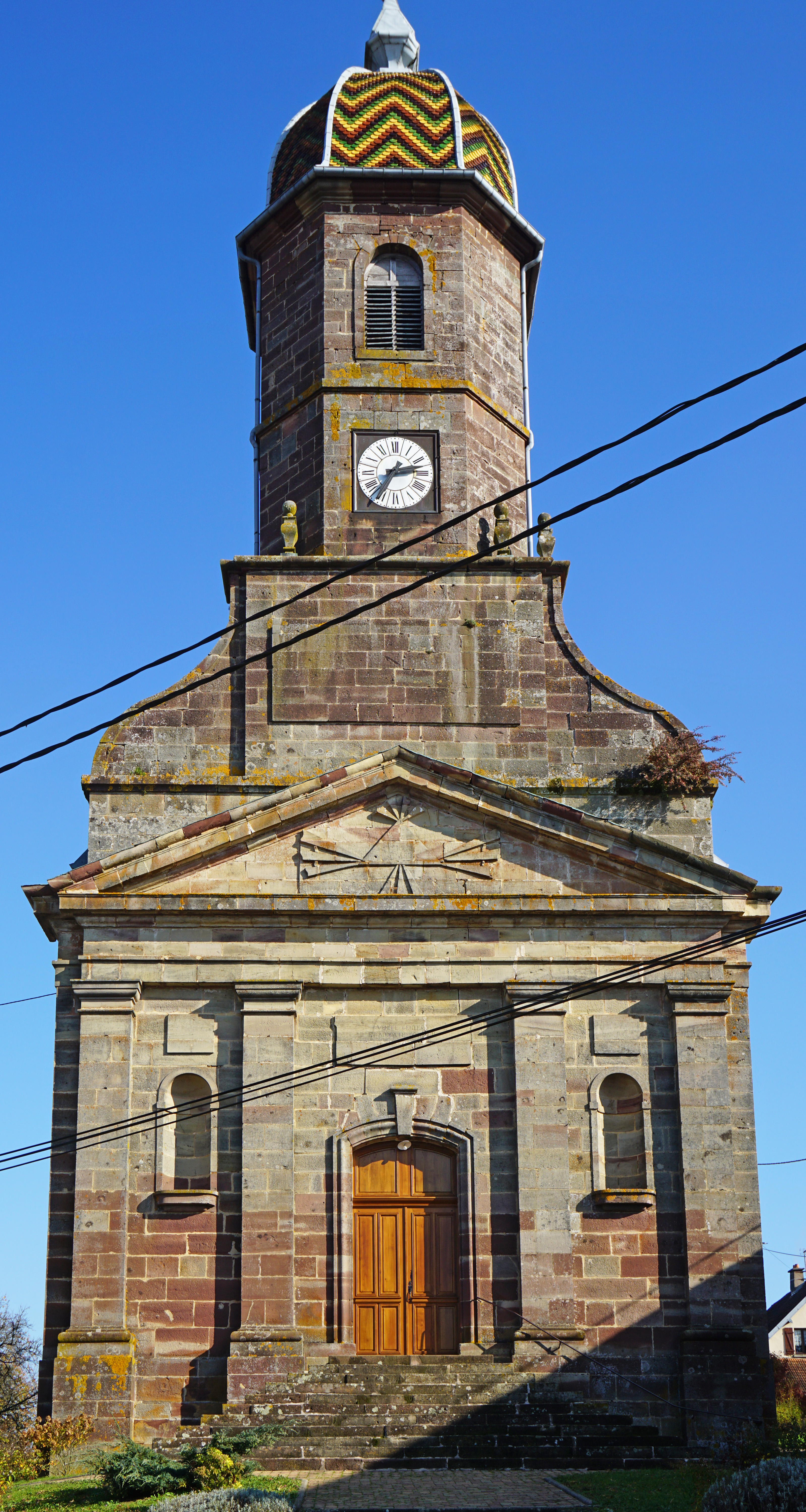
Façade de l'église.

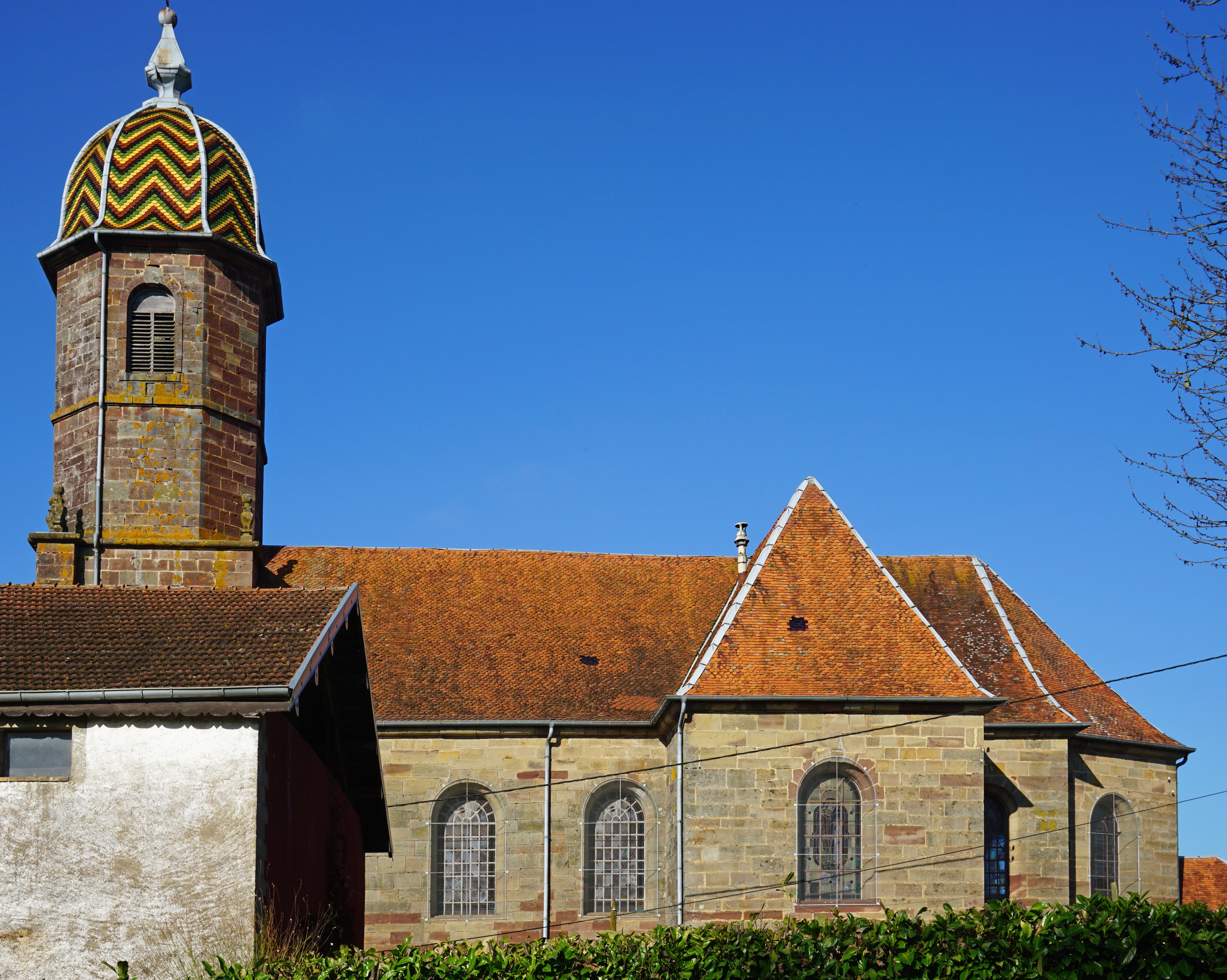
L'église Saint-Germain.
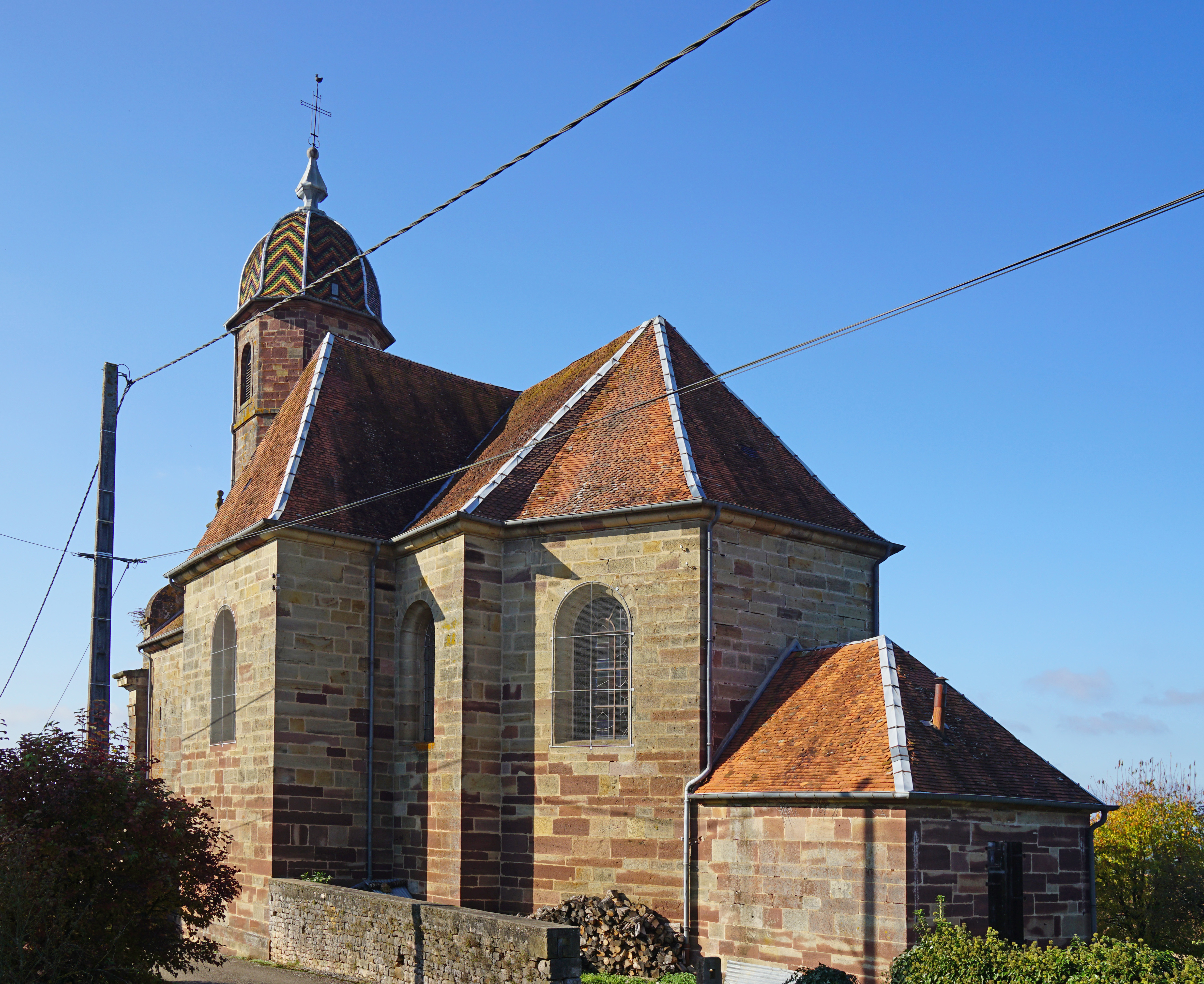
Vue arrière.
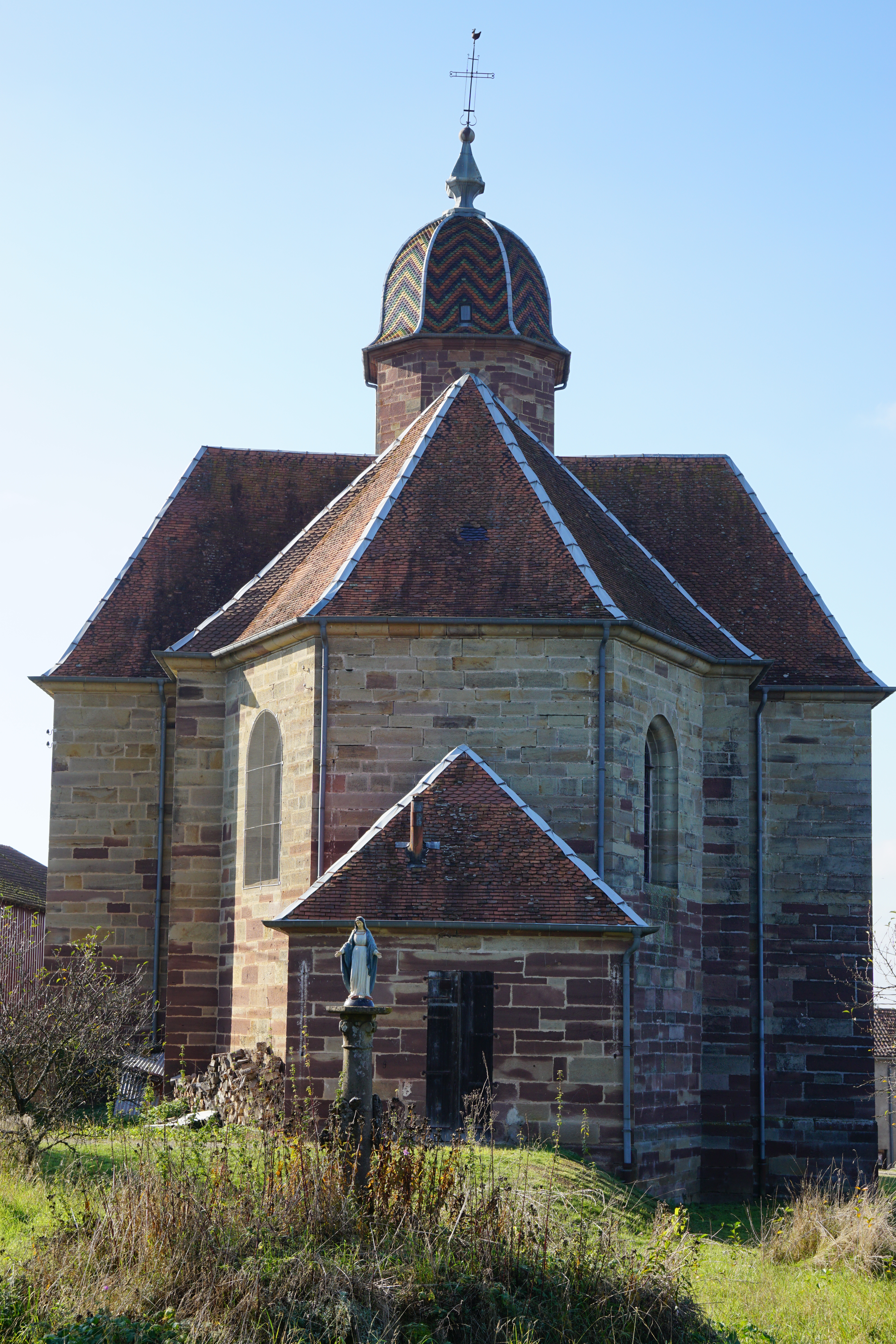
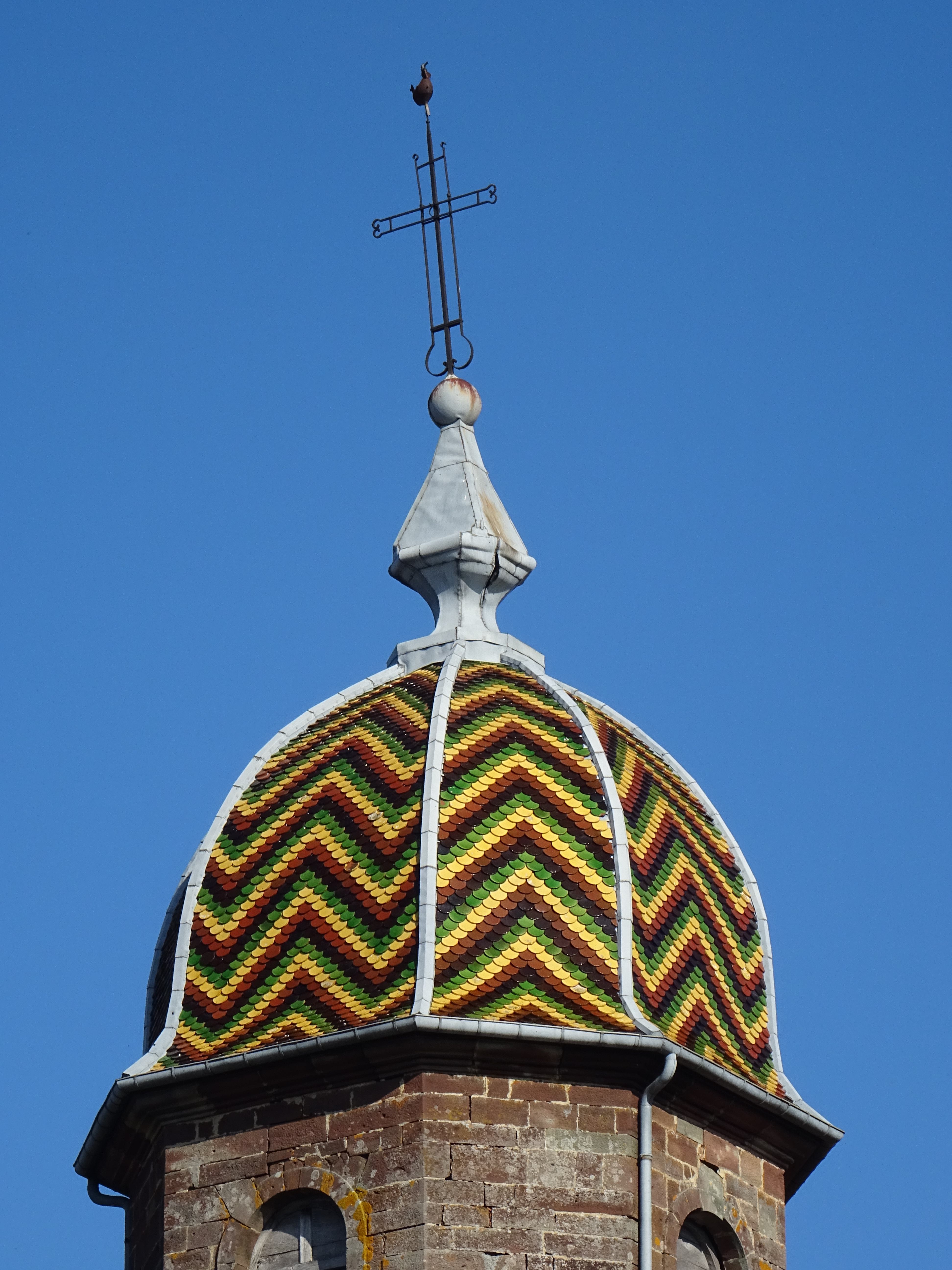
Clocher comtois.
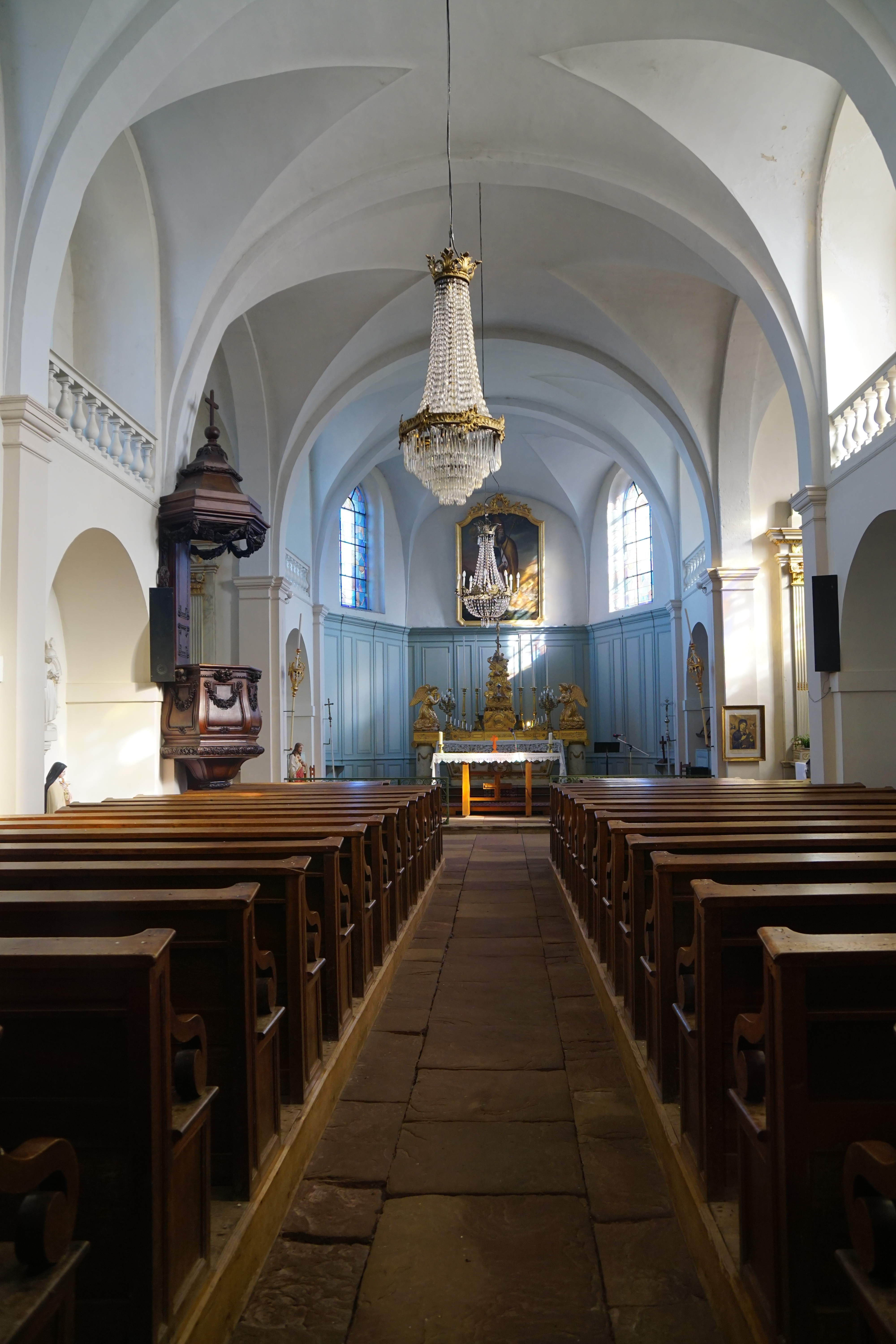
L'intérieur.

## Localisation
L'église est située sur la commune d'Équevilley, dans le département français de la Haute-Saône.

## Historique
L'édifice est inscrit au titre des monuments historiques en 1944.